# أنتونيو لا غومينا
أنتونيو لا غومينا (بالإيطالية: Antonino La Gumina)‏ (6 مارس 1996 بباليرمو في إيطاليا - ) هو لاعب كرة قدم إيطالي في مركز الهجوم. شارك مع منتخب إيطاليا تحت 20 سنة لكرة القدم. أما مع النوادي، فقد لعب مع نادي باليرمو.

## وصلات خارجية
- انتونيو لا جومينا على موقع قاعدة بيانات كرة القدم.إي يو (الإنجليزية)
- انتونيو لا جومينا على موقع Soccerway.com (الإنجليزية)
- انتونيو لا جومينا على موقع عالم كرة القدم.نت (الإنجليزية)